# 宮城県立金成支援学校
宮城県立金成支援学校（みやぎけんりつ かんなりしえんがっこう）は、宮城県栗原市金成沢辺小崎にある公立特別支援学校。知的障害を抱える児童・生徒を対象とする。旧校名は宮城県立金成養護学校。旧通称は「金養」（きんよう）。校木は松。校花はさざんか。
宮城県立気仙沼養護学校（現、気仙沼支援学校）、古川養護学校（現、古川支援学校）、迫養護学校（現、迫支援学校）は、元々、金成養護学校の分教室、分校だったものが独立開校したものである。

## 沿革
- 1978年（昭和53年）4月 - 宮城県立金成養護学校として開校。
- 2009年（平成21年）4月1日 - 宮城県立金成支援学校に校名を変更。

## 学部
- 小学部
- 中学部
- 高等部

## アクセス
- くりはら田園鉄道沢辺駅から徒歩約30分。
- 東北自動車道若柳金成ICから車で5分程度。